# Kloster Marienkammer (Glaucha)
Das Kloster Marienkammer war von 1220 bis 1557 ein Kloster der Zisterzienserinnen in Glaucha, Halle (Saale), in Sachsen-Anhalt.

## Geschichte
Der Erzbischof von Magdeburg, Wichmann von Seeburg, gründete im Jahre 1180 in Glaucha das Nonnenkloster St. Georg. Unter Erzbischof Albrecht von Magdeburg wurde das Kloster 1220 zisterziensisch (unter der Aufsicht von Kloster Zinna), nannte sich fortan St. Marien oder Marienkammer und übernahm 1231 die Kirche St. Georgen als Klosterkirche. Das Kloster wurde 1557 aufgelöst. Die heutige Kirche in der Glauchaer Straße 77 stammt von 1744; aus der Klosterzeit ist nur der Altar erhalten.